# 토비 스티븐스
토비 스티븐스(Toby Stephens, 1969년 4월 21일 ~ )는 잉글랜드의 배우이다.

## 출연 작품

### 영화
- 007 어나더데이 (2002)
- 라이징 - 발라드 오브 맹갈 팬디 (2005)

### 텔레비전
- 나폴레옹 (2002) - 알렉산드르 1세 역
- 제인 에어 (2006) - 에드워드 로체스터 역
- 검은 해적 (2014-17)
- 그리고 아무도 없었다 (2015) - 암스트롱 박사 역
- 로스트 인 스페이스 (2018-21)
- 퍼시 잭슨과 올림포스의 신들 (2024) - 포세이돈 역